# Wunderwaffe
Wunderwaffe er tysk for "vidundervåben". Udtrykket blev brugt under 2. verdenskrig som nazistisk propaganda om nogle revolutionerende "supervåben". De fleste af disse våben blev først taget i brug mod krigens slutning, og der blev produceret så få af dem, at disse våben kun fik en meget begrænset (hvis overhovedet noget) effekt på krigens gang. Udtrykket blev ofte forkortet: Wuwa, udtalt "voo-vah".
Vergeltungswaffen (gengældelsesvåben), som blev udviklet tidligere, og som blev brugt i stor omfang mod Storbritannien, kan spores tilbage til den samme type af opfindsomme våbensystemer, og som overgik alt hvad de allierede kunne præstere på dette tidspunkt. Disse våben er derfor også anset som Wunderwaffen.
Selvom Wunderwaffen totalt fejlede deres strategiske mål om at vinde 2. verdenskrig til tyskernes fordel på et tidspunkt hvor krigen strategisk set var tabt, var de designet og prototyperne stadig ekstremt avancerede for deres tid. Med undtagelse af de gigantiske tanks, blev stort set alle Wunderwaffen kopieret og videreudviklet af USA, Sovjetunionen og andre Allierede magter i de efterfølgende årtier.